# Râul Băltăgești
Râul Băltăgești este un curs de apă, afluent al Râului Dunărea. 

## Hărți
- Harta Județului Constanța